# Мирангаба
Мирангаба (порт. Mirangaba) — муниципалитет в Бразилии, входит в штат Баия. Составная часть мезорегиона Северо-центральная часть штата Баия. Входит в экономико-статистический микрорегион Жакобина. Население составляет 13 977 человек на 2006 год. Занимает площадь 1952,295 км². Плотность населения — 7,2 чел./км².
Праздник города — 24 ноября.

## История
Город основан в 1961 году.

## Статистика
- Валовой внутренний продукт на 2003 год составляет 26 232 997,00 реалов (данные: Бразильский институт географии и статистики).
- Валовой внутренний продукт на душу населения на 2003 год составляет 1859,57 реалов (данные: Бразильский институт географии и статистики).
- Индекс развития человеческого потенциала на 2000 год составляет 0,589 (данные: Программа развития ООН).